# HD 187123 b
HD 187123 b ist ein Exoplanet, der den gelben Zwerg HD 187123 alle 3,0965828 Tage umkreist. Auf Grund seiner hohen Masse wird angenommen, dass es sich um einen Gasplaneten handelt.

## Entdeckung
Der Planet wurde mit Hilfe der Radialgeschwindigkeitsmethode von Paul Butler et al. am 9. September 1998 entdeckt.

## Umlauf und Masse
Der Planet umkreist seinen Stern in einer Entfernung von ca. 0,0426 Astronomischen Einheiten bei einer Exzentrizität von 0,02 und hat eine Masse von ca. 167,9 Erdmassen bzw. 0,528 Jupitermassen.